# Слуга (ТВ серија)
Слуга (енгл. Servant) је америчка психолошка хорор телевизијска серија чији је творац и писац Тони Басгалоп који је такође извшрни продуцент поред М. Најт Шјамалана. Серију продуцира Apple TV+ и емитује се од 29. новембра 2019. године. Пре премијере, Apple је наручио другу сезону серије.

## Радња
Шест недеља након смрти њиховог тринаестонедељног сина, брачни пар из Филаделфије, Дороти и Шон Тарнер, унајмљују младу дадиљу Лиен, да се пресели и брину о њиховом детету, Џерику, оживљеној лутки. Лутка, за коју Дороти верује да је њено право дете, била је једина ствар која ју је извела из кататоничног стања након Џерикове смрти. Док Шон самостално решава тугу, он постаје веома сумњичав према Лиен.